# Whist

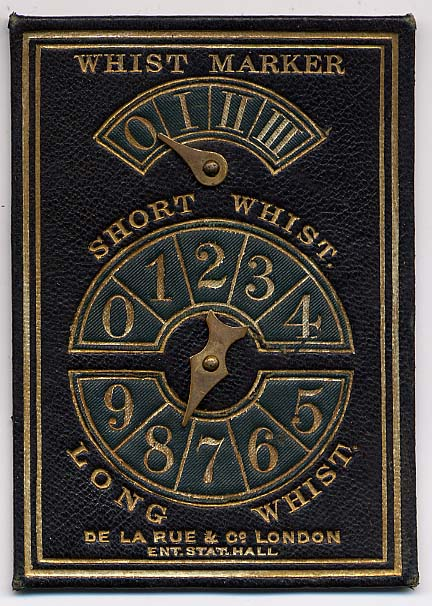
Whist britanic din secolul al XIX-lea

Whist este un joc de cărți clasic, de levată, care a cunoscut perioada sa de glorie în sec al XVIII-lea și al XIX-lea, după care a fost detronat de bridge, al cărui strămoș este. Cu toate că regulile de joc sunt extrem de simple, jocul este destul de dificil.

## Variante ale whist-ului
Există numeroase variante ale jocului clasic, la unele adăugându-se o etapă nouă, licitația. Câteva exemple:
- Bid whist - un joc de perechi cu licitație, jucat în SUA, și popularizat prin US Military
- Boston whist - jucat în Europa secolului al XIX-lea, jocul favorit al contelui Rostov din romanul lui Lev Tolstoi, "Război și pace"
- Call-ace whist - în care licitatorul își alege partenerul prin extragerea unui As; este joc național în Danemarca
- Catch the Ten - cunoscut și ca Scotch whist; folosește numai o jumătate de pachet de cărți de joc, zecele fiind cartea cea mai valoroasă
- Colour whist sau Kleurwiezen - un joc belgian similar cu solo whist, dar mai elaborat
- Dummy whist - o variantă cu trei jucători a whist-ului cu licitație
- German whist - o adaptare a whistului britanic de doi jucători, dar fără licitație
- Jass - pronunțat "ias", o variantă elvețiană în care partenerii declară alternativ atuul
- Hearts - joc de levate urmând regulile whist-ului, dar al cărui scop este de a nu face levate. Hearts este inclus în Windows
- Hokm - jucat în Iran. Numele înseamnă "guvernare"
- Israeli whist - alt joc provenind din Oh Hell, în care se încearcă să se liciteze exact numărul de levate care se vor face
- Knock-out whist sau diminishing whist – un joc în care jucătorul care nu câștigă nici o levată este eliminat
- Minnesota whist - în care se joacă fără atu, scopul putând fi de a câștiga sau de a nu câștiga levate; foarte asemănător cu whist-ul norvegian
- Oh Hell - jucătorii trebuie să liciteze exact câte levate vor face; a licita mai mult sau mai puțin este penalizat
- Solo whist – jucat în Marea Britanie; un joc în care se licitează pentru a câștiga 5, 9 sau 13 levate sau să se piardă toate levatele
- Spades - un joc similar whist-ului cu licitație, popular în America de Nord; numele jocului provine de la faptul că pica este întodeauna atu
- Tarneeb - jucat în lumea arabă, un joc în care jucătorul care câștigă licitația stabilește atuul
- Three-handed "widow" whist - sau whist la trei mâini, o extra-mână este distribuită în stânga dealerului
- Whist românesc - un joc în care jucătorii încearcă să liciteze numărul exact de levate pe care le vor face - similar cu Oh Hell
- Whist sarbesc - un joc în care jucătorii încearcă să liciteze numărul exact de levate pe care le vor face și în fiecare rundă se distribuie cu câte o carte mai puțin

## Reguli
Se folosește un pachet standard de 52 de cărți. Cărțile din fiecare culoare (pica - ♠, cupa - ♥, caroul - ♦, trefla - ♣) de la cea mai mare la cea mai mică sunt: A, K, Q, J, 10, 9, 8, 7, 6, 5, 4, 3, 2. Whist-ul este jucat de patru jucători, împărțiți în două perechi cu partenerii așezați la masă față în față. Jucătorii trag cărți pentru a determina perechile: cele două mai mari desemnează o pereche, iar celelalte două perechea adversă. Este strict interzis să se comenteze cărțile sau să se semnalizeze între jucători în orice moment al jocului. Cărțile vor fi amestecate de fiecare jucător pe rând, în mod obișnuit de cel din stânga dealer-ului. Pentru a elimina timpii morți și a mări viteza de joc, un al doilea pachet de joc poate fi amestecat de către partenerul dealer-ului în timp ce acesta împarte cărțile apoi îl plasează în dreapta sa pentru a fi folosit în următorul joc. Cărțile se taie de către jucătorul din dreapta dealer-ului înainte de distribuire. Dealer-ul distribuie tot pachetul de cărți, una câte una, în sensul acelor de ceasornic, cu fața în jos, fiecare jucător având în final câte treisprezece cărți. Ultima carte, care aparține dealer-ului, este expusă cu fața în sus pentru a arăta care culoare va fi atuul. Această carte rămâne cu fața în sus până când dealer-ul joacă pentru prima levată. Jucătorul din stânga dealer-ului joacă (atacă) primul pentru prima levată. Orice carte din mâna sa poate fi folosită pentru atac. Ceilalți jucători, în ordinea acelor de ceasornic, joacă fiecare câte o carte în levată, trebuind să pună de aceeași culoare cu atacul dacă posedă cărți din acea culoare. Un jucător care n-are cărți în culoarea atacată poate defosa orice carte a sa sau poate tăia cu atu. Levata, încheiată după ce au contribuit toți patru jucătorii, este câștigată de cel care a pus cea mai mare carte din culoarea atacată, cu condiția să nu fi fost tăiat cu atu, caz în care jucătorul care a pus cel mai mare atu câștigă. Câștigătorul levatei atacă acum pentru levata următoare. Se continuă așa până când este jucată și ultima levată, a treisprezecea, după care se face scorul. Dacă nici o pereche nu a câștigat suficiente puncte pentru a câștiga partida, se mai distribuie o mână. Ține de tehnica jucătorilor abilitatea de a ține minte ce cărți s-au jucat și ce cărți mai sunt în joc. O levată jucată se întorce cu fața în jos și se așează, în pachet de patru cărți, în fața jucătorului care a câștigat-o astfel încât la sfârșitul jocului se pot număra ușor levatele câștigate de fiecare pereche. Înainte de a începe următoarea levată, orice jucător poate cere să revadă cărțile, dar numai pe cele din ultima levată. În timpul jucării unei levate, cărțile din aceasta, pot fi văzute la dorința oricărui jucător.

## Scor
După ce un joc s-a terminat, perechea care are cele mai multe levate marchează câte un punct pentru fiecare levată câștigată peste șase. Dacă toți cei patru jucatori sunt experimentați, în general este greu ca scorul dintr-un singur joc să fie mai mare de doi. Se pot acorda puncte și pentru posesia tuturor onorilor de atu (A, K, Q, J) de către o pereche, însă acest lucru ține de noroc și jucătorii experimentați nu acceptă această punctare. Partida e finalizată când o pereche face cinci puncte, dar în funcție de dorința jucătorilor acest număr poate fi schimbat.

### Tehnici de bază
- Pentru atacul de deschidere, este bine de ales culoarea cea mai puternică pe care o dețineți, care în general este și cea mai lungă. Un singleton este de asemenea un atac bun, pregătind un tai dacă partnerul returnează culoarea de atac. La fel atacul dintr-o secvență de onori este foarte bun.
- Atacurile la levatele ulterioare respectă în general regulile de mai sus, ajustate cu informațiile căpătate în cursul jocului.
- Jucătorul nr 2 la levată (mâna a 2-a) pune în general mic, în special dacă deține un onor. Totuși e bine să se joace un onor dacă dețineți o secvență de onori (caz în care se joacă cel mai mic onor din secvență). De asemenea se acoperă cu un onor dacă jucătorul nr 1 a început levata cu un onor.
- Jucătorul nr 3 (mana a 3-a), în general joacă mare, dar respectă la fel regula ca dintr-o secvență să pună cartea cea mai mică. O tehnică mai dificilă este impasul.
- Defosele se fac în general dintre cărțile mici, din culorile nefolositoare. Prin cărțile defosate se pot transmite anumite informații partenerului: o carte mică (2, 3) denotă dezinteres în acea culoare, o carte ceva mai mare (7,8) denotă interes. Se pot transmite informații partenerului și atunci când se răspunde la culoare, dacă jocul nu impune o anumită carte.

## Vocabular
- Dealer: Jucătorul care distribuie cărțile.
- Pachet de carti: Pachet standard de cărți constând din 52 de cărți în patru culori.
- Mort: În anumite variante de whist, o mână este așezată pe masă cu fața în sus și este jucată de jucătorul din fața ei. Acest fapt permite whist-ului să poată fi jucat și de trei jucători.
- Mare șlem: Câștigarea de către o pereche a tuturor 13 levate.
- Mână: Cele 13 cărti deținute de un jucator. (52 cărți dintr-un pachet împărțite la patru jucători fac să revină câte 13 cărți fiecărui jucator.
- Onori: Cele mai mari patru cărți – A, K, Q, J în notație engleză sau A, R, D, V în notație franceză.
- Atac: Prima carte jucată într-o levată.
- Rubber: O serie de jocuri. De exemplu, cel mai bun din trei sau cel mai bun din 5.
- Șlem: Câștigarea de către o pereche a 12 levate.
- Levată: un tur de joc în care fiecare jucător a pus câte o carte.
- Atu: Culoarea desemnată de ultima carte împarțită și care este superioară celorlalte culori Daca într-o levată s-au jucat două sau mai multe atuuri, câștigă jucătorul care a furnizat atuul cel mai mare.
- Singleton: Posesia într-o mână a unei singure cărți dintr-o culoare.
- Șicană: Lipsa unei culori dintr-o mână.